# 대배우
"대배우"는 2016년에 개봉한 대한민국의 영화이다.

## 캐스팅
- 오달수 : 장성필 역
- 윤제문 : 설강식 역
- 이경영 : 깐느 박 역
- 진경 : 지영 역
- 최병모 : 별무리 연출 역
- 고우림 : 장원석 역
- 강신일 : 대호 역
- 박지환 : 정봉 역
- 성병숙 : 장모 역
- 하지은 : 경희 역
- 조남희 : 영석 역
- 김철무 : 덕주 역
- 구용완 : 춘호 역
- 박호산 : 승지 역
- 조훈 : 설강식 매니저 역
- 최희진 : 안 피디 역
- 유민채 : 수빈 역
- 엄채영 : 미지 역
- 오소연 : 미지 모 역
- 김수진 : 혜원 역
- 이영미 : 청소아줌마 역
- 원미원 : 해장국집 주인 역
- 박정표 : 악마의 피 조감독 역
- 장원형 : 악마의 피 연출부 세컨 역
- 윤채성 : 악마의 피 연출부 막내 역
- 김문학 : 악마의 피 촬영팀 퍼스트 역
- 이광일 : 정 기사 역
- 정승길 : 봉봉 연출 역
- 전정우 : 갈매기팀 연출 역
- 안세호 : 갈매기팀 조연출 역
- 김재철 : 만화방 짜장 남 역
- 이진희 : 룸살롱 마담 역
- 고준 : 미지 부 역 (우정출연)
- 유지태 (특별출연)
- 김명민 (특별출연)
- 김새론 : 설강식 딸 역 (특별출연)
- 이준익 (특별출연)
- 권용덕 : 박 기사 역